# Quadrângulo de Syrtis Major

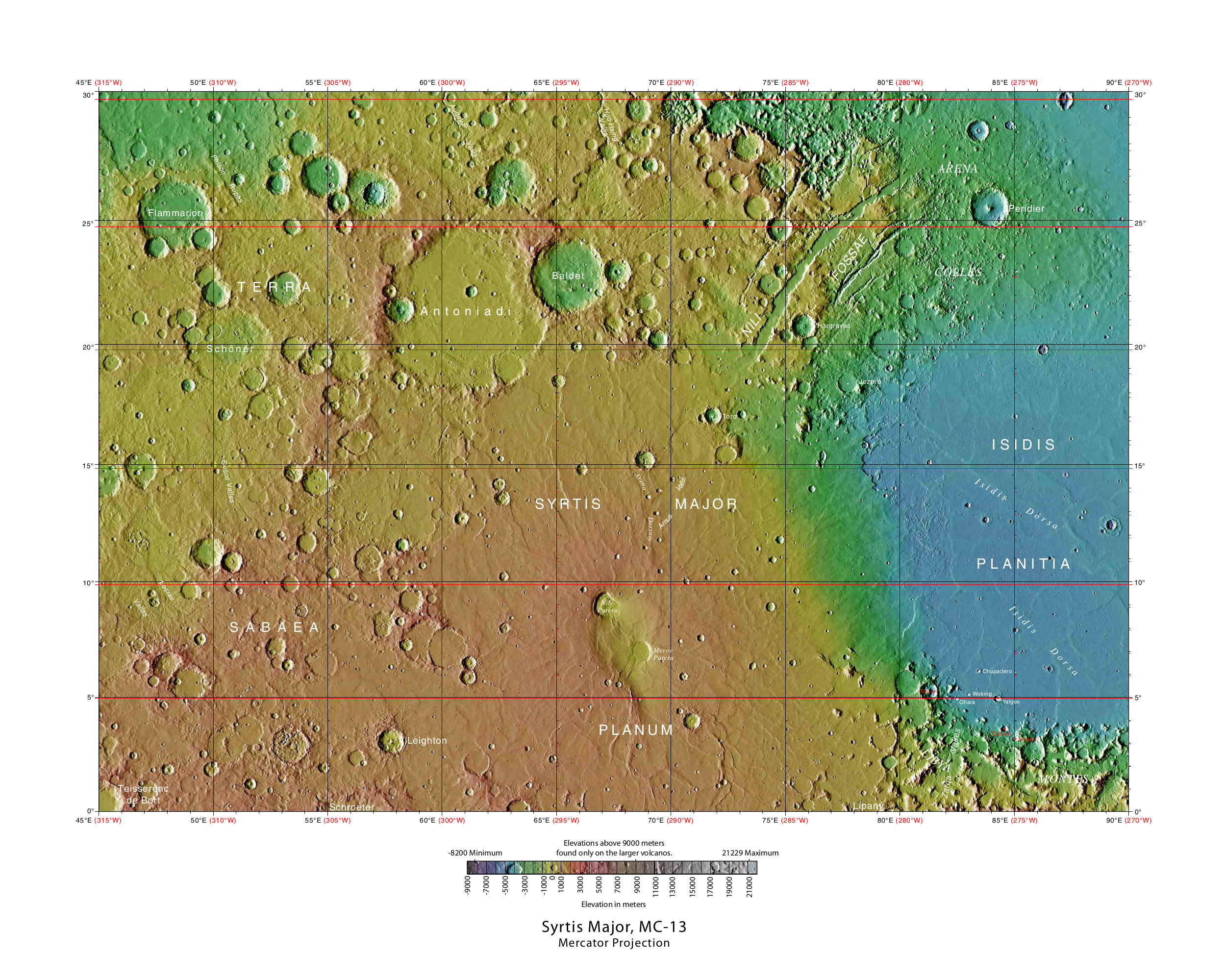
Quadrângulo de Syrtis Major

O quadrângulo de 'Syrtis Major é um de uma série de 30 quadrângulos em Marte estabelecidos pelo Programa de Pesquisa de Astrogeologia do Serviço Geológico dos Estados Unidos (USGS em inglês). Também pode-se referir ao quadrângulo de 'Syrtis Major como MC-13 (Mars Chart-13).
O quadrângulo de Aeolis cobre uma área que vai de 270° a 315° W e 0° a 30° S em Marte.
Syrtis Major é um antigo vulcão escudo com uma depressão central cujo formato é alongado no sentido norte-sul. Ele contém as caldeiras Meroe Patera e Nili Patera.

## Descoberta e nome
O nome Syrtis Major é derivado do antigo nome romano Syrtis maior para o Golfo de Sidra na costa da Líbia (antiga Cirenaica).
Syrtis Major foi a primeria formação de superfície documentada em outro planeta. Ela foi descoberta por Christiaan Huygens, que a incluiu em um desenho de Marte em 1659. A formação era originalmente conhecida como o Mar do Relógio de Areia mas recebeu diferentes nomes por diferentes cartógrafos. Em 1840, Johann Heinrich von Mädler compilou um Mapa de Marte a partir de suas observações e chamou a formação de Atlantic Canale. No mapa de 1867 de Richard Proctor a região é chamada Mar de Kaiser (de Frederik Kaiser do Observatório de Leiden). Camille Flammarion denominou a região Mer du Sablier ("Mar do Relógio de Areia" em francês) quando ele revisou a nomenclatura de Proctor em 1876. O nome "Syrtis Major" foi escolhido por Giovanni Schiaparelli quando ele criou um mapa baseado em observações feitas quando Marte teve uma aproximação máxima da Terra em 1877.

## Rochas ígneas
Syrtis Major é de grande interesse para os geólogos, pois vários tipos de rochas igneas foram encontradas na região a partir de uma sonda orbitante. Além do basalto, dacito e granito tem sido encontrados na região. O dacito se origina sob vulcões em câmaras magmáticas. Dacitos se formam no topo das câmaras, após os minerais pesados (olivina e piroxena) contendo ferro e magnésio se decantaram no fundo. O granito é formado por um processo ainda mais complexo.
Algumas áreas de Syrtis Major contém vastas quantidades do mineral olivina. A olivina se transforma em outros minerais muito rapidamente em presença de água, então a abundancia de olivina sugere que por um longo tempo a água tem sido escassa por lá.

## Minerais
Uma variedade de minerais importantes tem sido descoberta próximo a Nili Fossae, um importante sistema de fossas em Syrtis Major. Além da extensa exposição de olivina localizada em Nili Fossae. Outros minerais encontrados por lá incluem carbonatos, alumínio, esmectita, ferro/esmectita de magnésio, sílica hidratada, minerais do grupo caulinita e óxidos de ferro. Em dezembro de 2008, a Mars Reconnaissance Orbiter da NASA descobriu que rochas em Nili Fossae contém minerais de carbonato, uma descoberta geologicamente significativa. Pesquisas posteriores publicadas em outubro de 2010, descreveram um grande depósito de rochas de carbonato encontrado dentro da cratera Leighton em um nível que antes se encontrava 6 km abaixo da superfície. Encontrar carbonatos no subsolo sugere fortemente que Marte fora mais quente e que havia mais dióxido de carbono e antigos mares. Devido ao fato de os carbonatos serem quase silicatos e argilas conclui-se que sistemas hidrotermais tais como ventos hidrotermais na Terra podem ter estado presente. 
Outros minerais encontrados pela MRO são esmectita de alumínio, esmectita de ferro/magnésio, sílica hidratada, minerais do grupo caulinita, óxidos de ferro, e talco. Os cientistas da NASA descobriram que Nili Fossae é a fonte de plumas de metano, levantando a questão de se esta fonte se origina de fontes biológicas.
Uma pesquisa, publicada no outono de 2010, descreve a descoberta de sílica hidratada nos flancos de um cone vulcânico. O depósito era de uma fumarola ou fonte termal, e isto representa um microambiente recente habitável. O cone medindo 100 metros de altura repousa no fundo de Nili Patera. As observações foram obtidas pela Mars Reconnaissance Orbiter da NASA.

## Diques
Tergos estreitos ocorrem em algumas áreas de Marte. Eles podem ter se formado de diferentes maneiras, mas alguns são provavelmente formados de rocha derretida se movendo no subsolo, se esfriando em rocha mais rígida, sendo então exposta pela erosão de material circundante mais fofo. Uma formação desse tipo recebe o nome de dique. Essas formações são comuns na Terra—algumas famosas incluem Shiprock, Novo Mexico; próximo a Spanish Peaks, Colorado; e a "Iron Dike" no Parque Nacional das Montanhas Rochosas, Colorado.

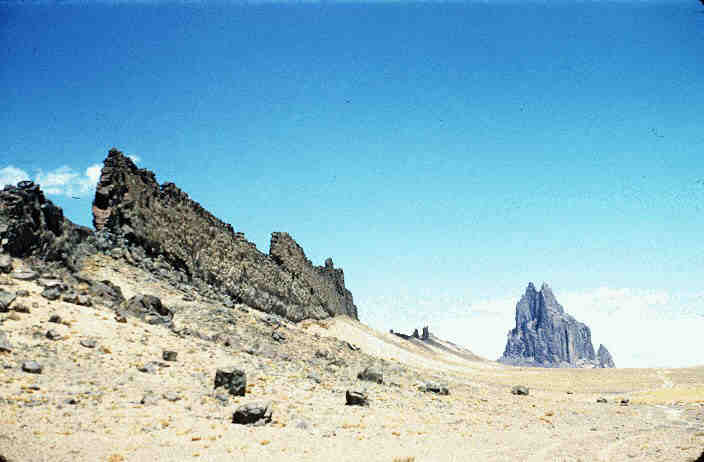
Diques próximo a Shiprock, Novo Mexico.
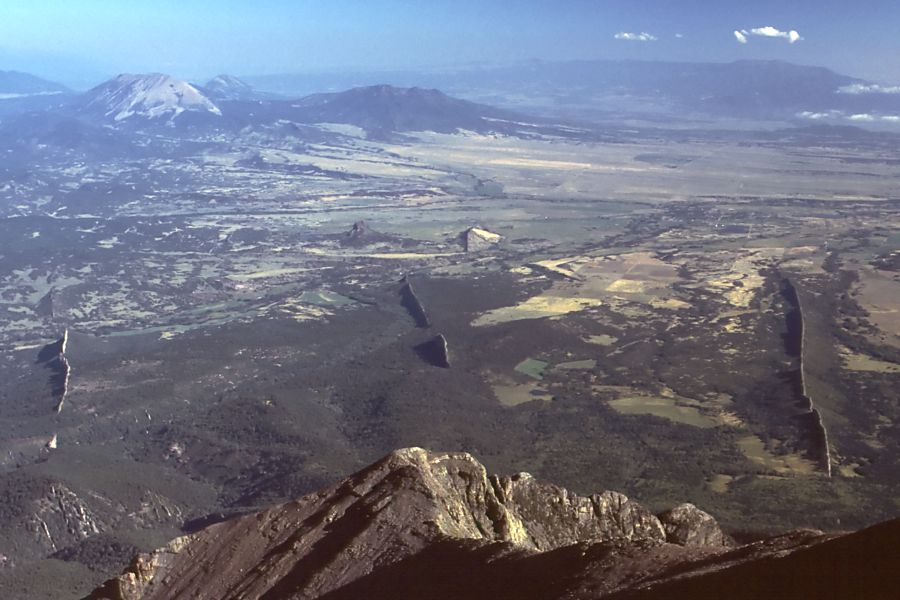
Diques próximo a Spanish Peaks, Colorado.

A descoberta de diques em Marte que foram formados por rochas derretidas é muito significativa porque a existência de diques indicam a existência de atividade ignea intrusiva. Na Terra tal atividade é associada a metais preciosos como ouro, prata, e telúrio. Diques e outras estruturas intrusivas são comuns no Distrito Mineiro de Cripple Creek no Colorado; a área de Battle Mountain-Eureka no centro-norte de Nevada, famosa por depósitos de ouro e molibdênio; e próximo a Franklin dike swarm no Canadá. Mapear a existência de diques nos permite entender como o magma (rocha derretida abaixo do solo) se desloca e onde ele poderia ter interagido com a rocha circundante, assim produzindo minerais valiosos. Depósitos de importantes minerais também são formados por diques e outras intrusões igneas aquecendo a água que por sua vez dissolve minerais que são depositados em rachaduras em rochas próximas. Poderia se esperar uma grande quantidade de atividade intrusiva ignea abaixo do solo do que acima deste, e Marte possui vários vulcões imensos.

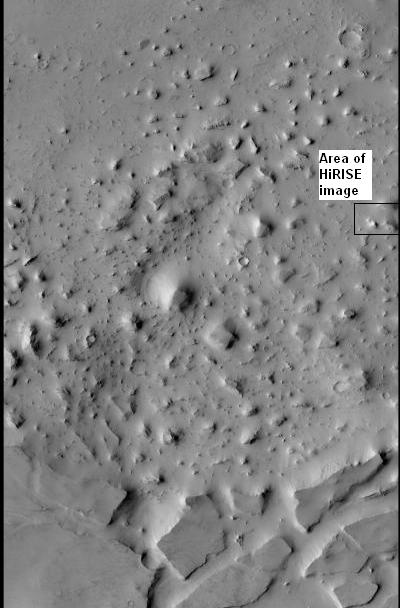
O quadrado na imagem destaca a área da próxima imagem da HiRISE. As protuberâncias e mesas foram provavelmente formados pela erosão de depósitos de uma antiga cratera.
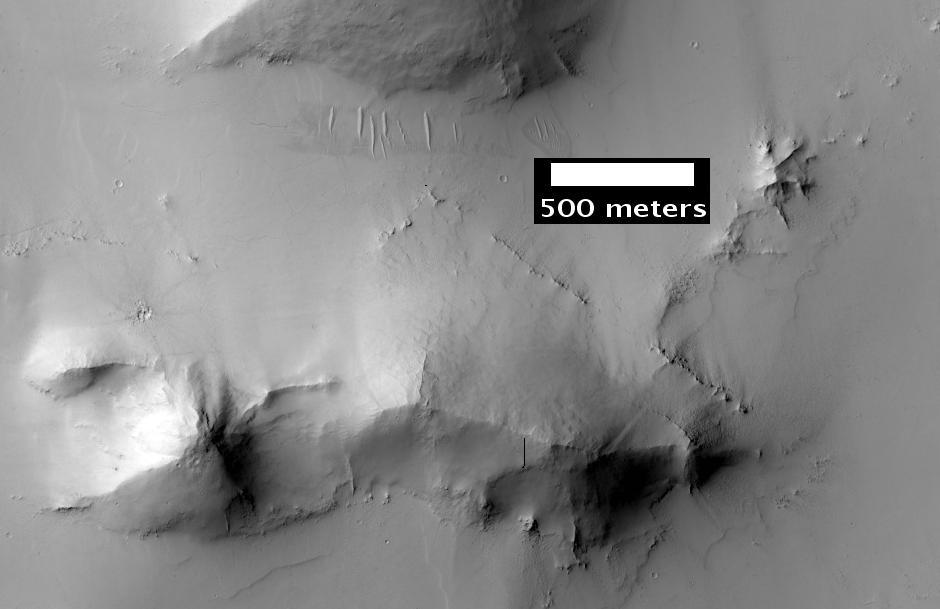
Possível dique, da HiRISE sob o programa HiWish.

Os solos de algumas crateras na área de Syrtis Major exibem tergos alongados em um padrão reticulado. Alguns padrões são típicos de falhas e diques do tipo breccia formados como resultado de um impacto. Os tergos se formam onde ocorreu uma erosão aprimorada. A água pode fluir ao longo das falhas. A água muitas vezes transporta minerais que acabam por cementar os minerais rochosos os fazendo assim mais rígidos. Posteriormente quando a área inteira é submetida ao processo erosivo os diques permanecerão como tergos por serem mais resistentes à erosão. Essa descoberta pode ser de grande importância para a futura colonização de Marte porque esses tipos de falhas e diques breccia na Terra são associados a importantes recursos minerais. Estima-se que 25% dos impactos na Terra estão associados à produção mineral. O maior depósito de ouro na terra é a cratera de impacto Vredefort medindo 300 km de diâmetro na África do Sul. Talvez, quando as pessoas puderem viver em Marte esses tipos de áreas terão seus minerais extraídos tal como na Terra.

## Buttes
Muitos lugares em Marte possuem buttes que são similares aos buttes na Terra, como o famoso Monument Valley, em Utah. Buttes são formados quando a maior parte das camadas rochosas é removida de uma área. Buttes geralmente possuem uma rígida capa rochosa resistente à erosão no topo. A capa faz com que o topo do butte seja plano.

## Dunas
Dunas de areia são encontradas por todo o planeta Marte. As dunas se formam muitas vezes em áreas baixas, como por exemplo, no leito de antigos vales fluviais. Dunas no leito de Arnus Vallis, um antigo vale pluvial são visíveis na imagem abaixo. Dunas e vales em Marte geralmente se localizam nos ângulos do lado direito nas paredes dos vales.

## Riscas

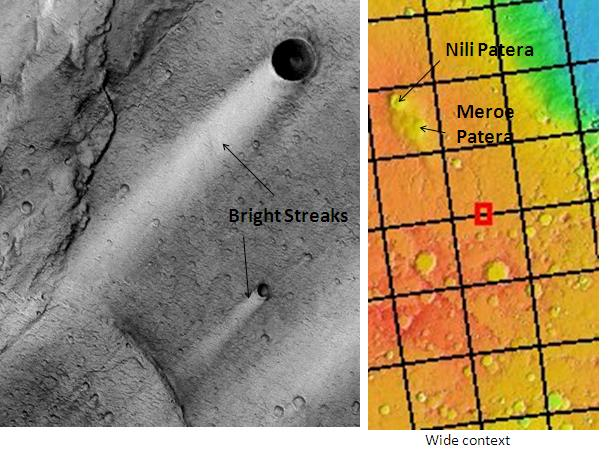
Riscas brilhantes em Syrtis Major causadas pelo vento, visto pela THEMIS.

Muitas áreas de Marte mudam suas formas ou coloração. Por muitos anos, astrônomos observando mudanças regulares em Marte quando as estações se alternavam, pensaram que o que eles viam era uma evidência de vegetação crescendo. Após uma inspeção mais aproximada por várias sondas espaciais, outras causas foram descobertas. Basicamente, as mudanças são causadas pelo efeito dos ventos soprando poeira planeta afora. Às vezes, uma fina poeira brilhante se deposita sobre rochas escuras de basalto, fazendo com que estas se pareçam mais claras, em outras ocasiões a poeira mais clara será sobrada para longe fazendo com que a superfície escureça—como se a vegetação estivesse crescendo. Marte possui frequentes tempestades locais e globais que cobrem a superfície com poeira clara. As riscas não são tão brilhantes, elas parecem brilhantes devido ao contraste com as rochas escuras de basalto que compõem a superfície.

## Relevo invertido
Alguns locais em Marte apresentam relevos invertidos. Nessas localidades, um leito fluvial pode ser uma formação elevada, ao invés de um vale. Os antigos canais de fluxo invertidos podem ter sido causados pela deposição de grandes rochas ou cimentação. Em qualquer caso a erosão desgastaria a terra circundante deixando um antigo canal como um tergo elevado, pois um tergo é mais resistente à erosão. A imagem abaixo, capturada pela HiRISE da mostra tergos sinuosos que podem ser na verdade antigos canais que se inverteram.

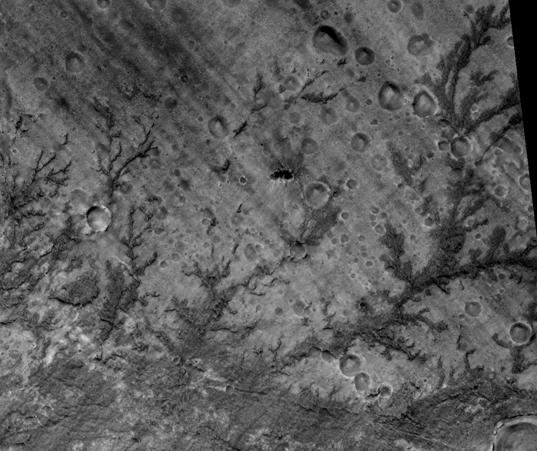
Canais de fluxo invertidos na cratera Antoniadi, visto pela HiRISE.
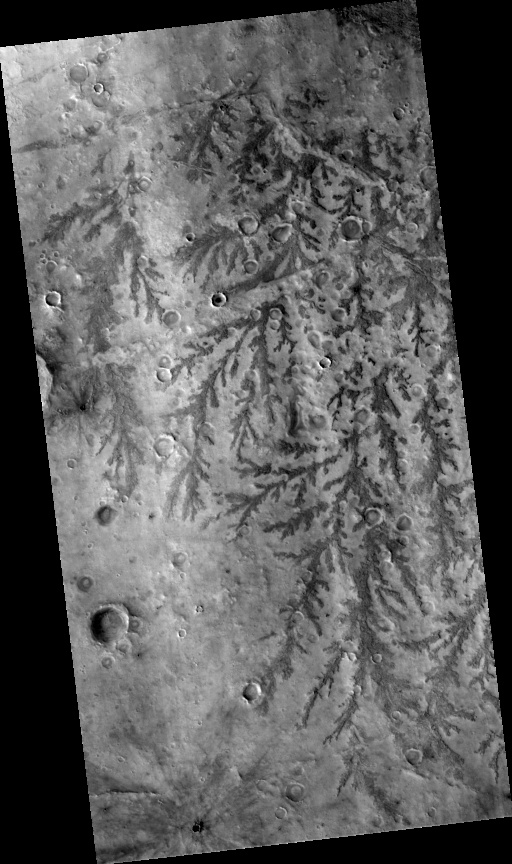
Canal invertido com várias ramificações no quadrângulo de Syrtis Major.

## Metano
Por vários anos, pesquisadores têm encontrado metano na atmosfera de Marte. Após análises, foi determinado que ele vem de um ponto em Syrtis Major, localizado a 10° N e 50° E. Um estudo recente indica que para se chegar um resultado que confira com as observações do metano, deve haver algo que destrói o gás rapidamente, de outra maneira ele se espalharia por toda a atmosfera ao invés de se concentrar em uma determinada região. Deve haver algo no solo que oxida o gás antes que este tenha alguma chance de escapar. Se isso for comprovado, a mesma substância química destruiria compostos orgânicos, dificultando muito a existência de vida em Marte.

## Galeria

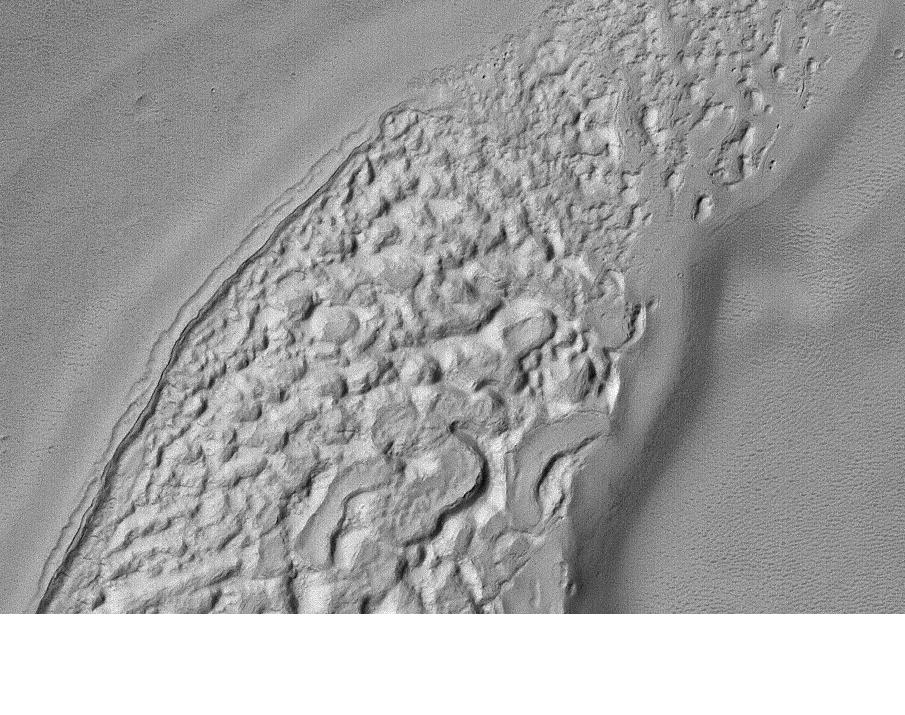
Mesa erodindo em Syrtis Major.  Seria difícil caminhar sobre esta formação. Imagem obtida pela Mars Global Surveyor.